# Лејк Комо (Њу Џерзи)
Лејк Комо (енгл. Lake Como) град је у америчкој савезној држави Њу Џерзи.

## Демографија
По попису из 2010. године број становника је 1.759.
| Група             | 2000.    | 2010.         |
| Белци             | 0 (0,0%) | 1.277 (72,6%) |
| Афроамериканци    | 0 (0,0%) | 108 (6,1%)    |
| Азијати           | 0 (0,0%) | 21 (1,2%)     |
| Хиспаноамериканци | 0 (0,0%) | 322 (18,3%)   |
| Укупно            | 0        | 1.759         |